# SAHB Stories
Albums de Sensational Alex Harvey Band
The Penthouse Tapes
(1976) Fourplay
(1977)
SAHB Stories, sorti au milieu de 1976, est le septième album du groupe de rock écossais The Sensational Alex Harvey Band.

## Informations sur l’album
À l’exception de Amos Moses, reprise d’un single de Jerry Reed sorti en 1970, toutes les compositions sont signées par le groupe.
SAHB Stories est le dernier album avec la formation originale. Amos Moses et Boston Tea Party sont sortis en singles.

## Musiciens
- Alex Harvey : voix
- Zal Cleminson : guitare
- Chris Glen : basse
- Ted McKenna : batterie
- Hugh McKenna : claviers

## Liste des titres
| No | Titre               | Durée      |
| -- | ------------------- | ---------- |
| 1. | Dance to Your Daddy | 5 min 46 s |
| 2. | Amos Moses          | 5 min 18 s |
| 3. | Jungle Rub Out      | 4 min 28 s |
| 4. | Sirocco             | 6 min 51 s |
| 5. | Boston Tea Party    | 4 min 37 s |
| 6. | Sultan's Choice     | 4 min 07 s |
| 7. | $25 For a Massage   | 3 min 18 s |
| 8. | Dogs of War         | 6 min 13 s |